# 솔리톤

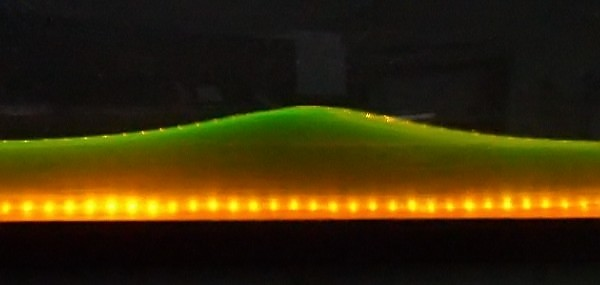

솔리톤(soliton) 혹은 홀로알은 수학과 물리학에서 파동(파동 묶음 혹은 펄스)이 주변과 상호작용을 하면서 스스로 강화하여 사라지지 않고 계속 유지되는 것을 말한다. 솔리톤은 매질에서의 비선형성과 분산효과가 상쇄되어 일어나게 된다. 통상적으로 "분산 효과"는 주파수와 파의 속도와의 분산 관계를 따르는데, 이 때에 물리계를 기술하는 약한 비선형 분산 편미분 방정식의 해로써 솔리톤이 나타나게 되는 것이다. 솔리톤 현상은 존 러셀(John Scott Russell, 1808–1882)에 의해 처음 기술되었는데, 그는 스코틀랜드의 유니온 운하에서 홀로 된 파동을 관찰했다. 그는 물탱크에서 다시 한 번 현상을 확인한 뒤 이것을 "이동파"라고 이름 붙였다.

## 바이온
두 솔리톤의 속박상태는 바이온(bion)이라 불린다. 양자장론에서, 바이온은 보통 보른-인펠트 모형의 해를 의미한다. 이 명칭은 통상적인 솔리톤과는 구별하기 위해 기번스(G.W. Gibbons)에 의해 제안되었는데, 계를 기술하는 편미분 방정식의 정칙 유한 에너지 (따라서 대개는 안정적인) 해를 의미한다. 즉, 본래는 특이성 혹은 원천(source)을 수반하지 않는 부드러운 해라는 의미이다. 그러나 보른-인펠트 모형의 해는 여전히 디랙-델타 함수의 형태로써 원천을 수반하게 되어, 해는 해당 지점에 대하여 특이성을 가지게 된다(그럼에도 전기장은 모든 위치에서 정칙적이다). 물리학의 몇몇 글월에서 (이를테면 끈 이론) 이런 특징은 매우 중요해지며 이 때의 특별한 종류의 솔리톤에 대한 논의들이 있다. 한편, 보른-인펠트 모형에 중력을 결합시키는 것을 고려할 때 대응되는 해는 'E바이온'이라고 불린다. 여기서 "E"는 "아인슈타인"을 뜻한다.

## 같이 보기
- 순간자
- 사인-고든 방정식
- 구상번개
- 위상수학적 양자 수

## 참고 문헌
1. ↑  Gibbons, G.W. (1998). “Born-Infeld particles and Dirichlet p-branes” 514 (3): 603–639. doi:10.1016/S0550-3213(97)00795-5.

- Zabusky, Norman J.; Mason A. Porter (2010). “Soliton”. 《Scholarpedia》 (영어) 5 (8): 2068. doi:10.4249/scholarpedia.2068. ISSN 1941-6016.